# Friedrich Carl zu Castell-Castell

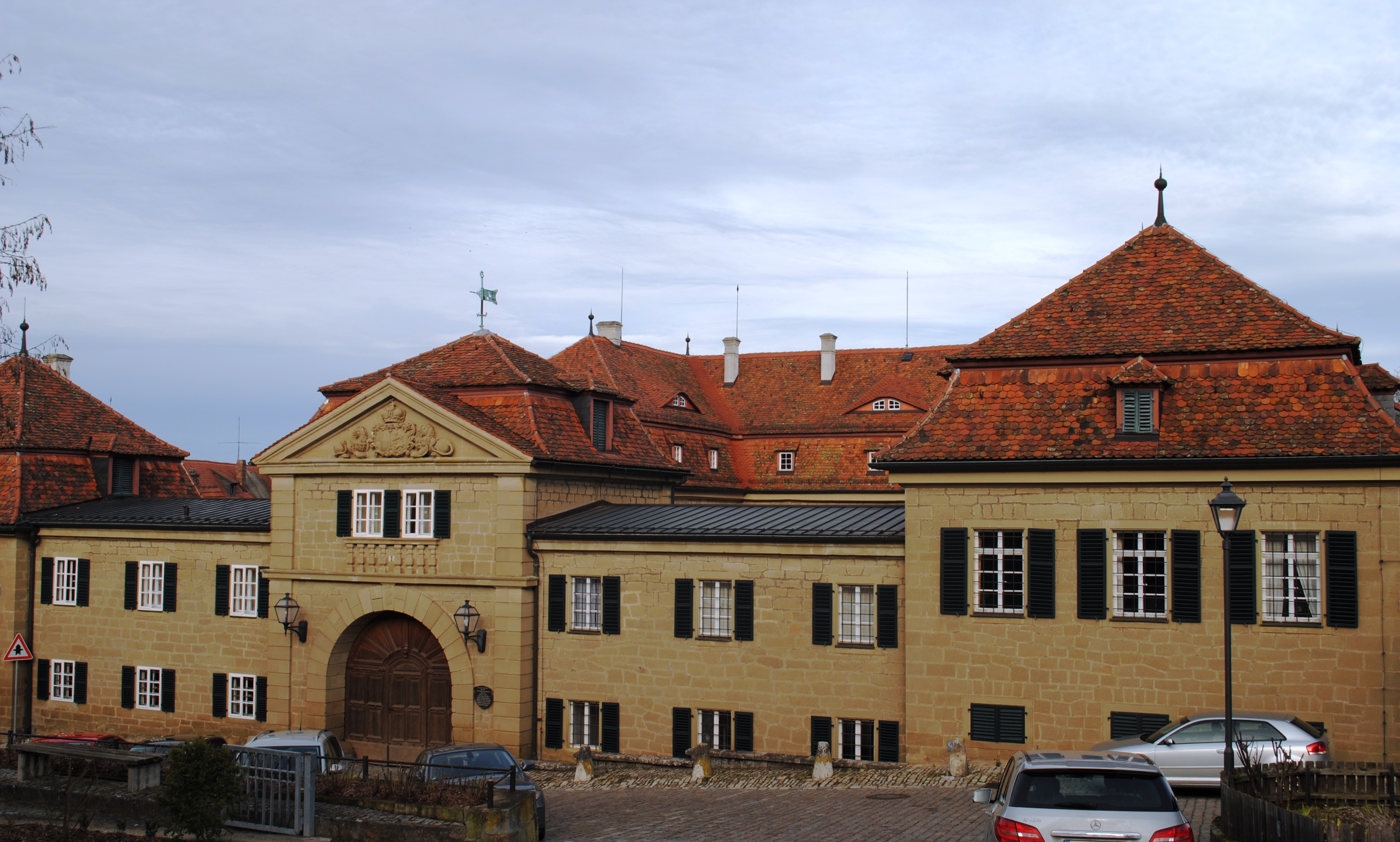
Schloss Castell

Friedrich Fürst zu Castell-Castell (Castell, 22 juli 1864 − München, 3 januari 1923) was hoofd van de linie Castell-Castell en de 1e vorst van Castell-Castell.

## Biografie
Castell-Castell werd geboren als Graf und Herr zu Castell-Castell, lid van het geslacht Castell en als zoon van majoor en rijksraad Carl Graf und Herr zu Castell-Castell (1826-1886) en Emma Gräfin zu Solms-Rödelheim und Assenheim (1831-1904). Op 7 maart 1901 werd hij verheven tot Beiers vorst met het predicaat Doorluchtigheid, dit alles overgaande bij recht van eerstgeboorte. Op 15 mei 1901 werd hij opgenomen in de Beierse Vorstenklasse. Op 6 oktober 1903 werd hij opgenomen in het Koninklijke Saksische Adelsbuch. Hij was opperkamerheer van het Beierse koninklijk hof en officier in het koninklijke Beierse leger. Daarnaast was hij erfelijk rijksraad van Beieren. Hij werd benoemd tot dr. phil. honoris causa aan de Universiteit van Würzburg. Daarnaast was hij Commandeur van de Johanniterorde. Hij trouwde in 1895 met Gertrud Gräfin zu Stolberg-Wernigerode (1872-1924), lid van het Huis Stolberg.
Uit het huwelijk werden onder andere de volgende kinderen geboren:
- Carl zu Castell-Castell (1897-1945), 2e vorst van Castell-Castell
- Constantin Graf zu Castell-Castell (1898-1966), officier; trouwde in 1933 met Luitgardis gravin van Rechteren-Limpurg, vrouwe van Beverweerd en Odijk (1908-1989) en lid van de Nederlandse familie Van Rechteren

Na zijn overlijden volgde zijn zoon Carl zu Castell-Castell hem op als hoofd van de linie en Fürst zu Castell-Castell.
Hij en zijn familie bewoonden het stamslot van deze linie van het geslacht, Schloss Castell.